# The Kitchen (2019)
The Kitchen is een Amerikaanse misdaadfilm uit 2019, geregisseerd door Andrea Berloff, met in de hoofdrollen Melissa McCarthy, Tiffany Haddish en Elisabeth Moss. De film is gebaseerd op de gelijknamige stripverhalenreeks van DC/Vertigo Comics.

## Verhaal
Nadat de FBI eind jaren zeventig drie Iers-Amerikaanse gangsters gearresteerd heeft, nemen hun vrouwen Kathy Brennan, Ruby O'Carroll en Claire Walsh het georganiseerde misdaadnetwerk in Hell's Kitchen over.

## Rolverdeling
| Acteur             | Personage                  |
| ------------------ | -------------------------- |
| Melissa McCarthy   | Kathy Brennan              |
| Tiffany Haddish    | Ruby O'Carroll             |
| Elisabeth Moss     | Claire Walsh               |
| Domhnall Gleeson   | Gabriel O'Malley           |
| James Badge Dale   | Kevin O'Carroll            |
| Brian d'Arcy James | Jimmy Brennan              |
| Margo Martindale   | Helen O'Carroll            |
| Common             | Gary Silvers               |
| Bill Camp          | Alfonso Coretti            |
| Jeremy Bobb        | Rob Walsh                  |
| E.J. Bonilla       | Gonzalo Martinez           |
| Wayne Duvall       | Larry                      |
| Annabella Sciorra  | Maria Coretti              |
| Myk Watford        | Jack "Little Jackie" Quinn |

## Release en ontvangst
The Kitchen ging in première in de Verenigde Staten op 9 augustus 2019 en bracht in zijn openingsweekend slechts 5,5 miljoen dollar op, een dieptepunt in zowel de carrière van McCarthy als van Haddish. Na drie weekends werd de film in de meeste bioscoopzalen uit roulatie gehaald. De film bracht wereldwijd amper 16 miljoen dollar op, tegenover een productiebudget van 38 miljoen dollar.
De film behaalde een score van 24% (232 recensies) op Rotten Tomatoes, met een gemiddelde waardering van 4,5/10. Metacritic gaf de film een score van 35 op 100 (42 recensies), wat duidt op "over het algemeen ongunstige beoordelingen".